# جيرهارد هير
جيرهارد هير (بالألمانية: Gerhard Heer)‏ هو مبارز بالسيف ألماني، ولد في 19 ديسمبر 1955 في تاوبربيشوفسهايم في ألمانيا.

## وصلات خارجية
- جيرهارد هير على موقع أوليمبيديا (الإنجليزية)